# Endogen tillväxtteori
Teorin om endogen tillväxt menar att ekonomisk tillväxt primärt är ett resultat av endogena och inte externa krafter. Teorin om endogen tillväxt menar att investeringar i humankapital, innovation och kunskap är betydande bidragsgivare till ekonomisk tillväxt. Teorin fokuserar också på positiva externaliteter och spridningseffekter av en kunskapsbaserad ekonomi som kommer att leda till ekonomisk utveckling. Den endogena tillväxtteorin hävdar främst att en ekonomis långsiktiga tillväxttakt beror på politiska åtgärder. Till exempel ökar subventioner för forskning och utveckling eller utbildning tillväxttakten i vissa endogena tillväxtmodeller genom att öka incitamentet för innovation.

## Modeller
I mitten av 1980-talet blev en grupp tillväxtteoretiker alltmer missnöjda med vanliga redogörelser för hur exogena faktorer bestämmer långsiktig tillväxt, såsom Solow-Swan-modellen. De förespråkade en modell som ersatte den exogena tillväxtvariabeln (oförklarade tekniska framsteg) med en modell där de viktigaste bestämningsfaktorerna för tillväxt var explicita i modellen. Kenneth Arrows verk (1962), Hirofumi Uzawa (1965) och Miguel Sidrauski (1967) låg till grund för denna forskning. Paul Romer (1986), Robert Lucas (1988), Sergio Rebelo (1991) och Ortigueira (1997) utelämnade teknologisk förändring; istället beror tillväxten i dessa modeller på obestämda investeringar i humankapital som hade en spridningseffekt på ekonomin och minskade den minskande avkastningen på kapitalackumulering.
AK-modellen, som är den enklaste endogena modellen, ger en konstant spartakt för endogen tillväxt och antar en konstant, exogen spartakt. Den modellerar tekniska framsteg med en enda parameter (vanligtvis A). Modellen bygger på antagandet att produktionsfunktionen inte uppvisar avtagande skalavkastning. Olika skäl för detta antagande har anförts, såsom positiva spridningseffekter från kapitalinvesteringar till ekonomin som helhet eller teknikförbättringar som leder till ytterligare förbättringar. Teorin om endogen tillväxt stöds dock ytterligare av modeller där aktörer optimalt bestämde konsumtion och sparande, vilket optimerade resursallokeringen till forskning och utveckling vilket ledde till tekniska framsteg. Romer (1986, 1990) och betydande bidrag från Aghion och Howitt (1992) samt Grossman och Helpman (1991) införlivade ofullkomliga marknader och forskning och utveckling i tillväxtmodellen.

### AK-modell
AK-modellens produktionsfunktion är ett specialfall av en Cobb-Douglas-produktionsfunktion:
{\displaystyle Y=AK^{a}L^{1-a}\,}
Denna ekvation visar en Cobb-Douglas-funktion där Y representerar den totala produktionen i en ekonomi. A representerar total faktorproduktivitet, K är kapital, L är arbetskraft och parametern {\displaystyle a} mäter kapitalets produktionselasticitet. För det speciella fallet där {\displaystyle a=1}, produktionsfunktionen blir linjär i kapital vilket ger konstant skalavkastning:
{\displaystyle Y=AK.}

## Kontra exogen tillväxtteori
I neoklassiska tillväxtmodeller bestäms den långsiktiga tillväxttakten exogent av antingen sparkvoten (Harrod-Domar-modellen) eller takten i tekniska framsteg (Solow-modellen). Spartakten och takten i den tekniska utvecklingen är dock fortfarande oförklarade. Teorin om endogen tillväxt försöker övervinna denna brist genom att bygga makroekonomiska modeller utifrån mikroekonomiska grunder. Hushåll antas maximera nyttan inom ramen för budgetbegränsningar medan företag maximerar vinsten. Avgörande betydelse ges vanligtvis åt produktionen av ny teknik och humankapital. Motorn för tillväxt kan vara så enkel som en konstant skalåtergångsfunktion för produktion (AK-modellen) eller mer komplicerade upplägg med spillover- effekter (spillovers är positiva externaliteter, fördelar som tillskrivs kostnader från andra företag), ökande antal varor, ökande kvaliteter etc. 
Ofta antar teorin om endogen tillväxt en konstant marginalprodukt av kapital på aggregerad nivå, eller åtminstone att gränsen för kapitalets marginalprodukt inte tenderar mot noll. Detta innebär inte att större företag kommer att vara mer produktiva än små, eftersom kapitalets marginalprodukt fortfarande minskar på företagsnivå. Därför är det möjligt att konstruera endogena tillväxtmodeller med perfekt konkurrens. I många endogena tillväxtmodeller är dock antagandet om perfekt konkurrens luckrat, och en viss grad av monopolmakt tros existera. Generellt sett kommer monopolmakt i dessa modeller från innehav av patent. Det här är modeller med två sektorer, producenter av slutlig produktion och en FoU-sektor: FoU-sektorn utvecklar idéer som ger dem monopolmakt. FoU-företag antas kunna göra monopolvinster genom att sälja idéer till produktionsföretag, men villkoret om fritt inträde innebär att dessa vinster går åt till FoU-utgifter.

## Implikationer
En implikation av en endogen tillväxtteori är att politik som omfattar öppenhet, konkurrens, förändring och innovation kommer att främja tillväxt. Omvänt kommer politik som begränsar eller bromsar förändring genom att skydda eller gynna vissa befintliga industrier eller företag sannolikt, med tiden, att bromsa tillväxten till nackdel för samhället. Peter Howitt har skrivit:
Hållbar ekonomisk tillväxt finns överallt och alltid en process av kontinuerlig förändring. Den typ av ekonomiska framsteg som de rikaste nationerna har åtnjutit sedan den industriella revolutionen skulle inte ha varit möjliga om inte människor hade genomgått omvälvande förändringar. Ekonomier som upphör att omvandla sig är dömda att falla av vägen för ekonomisk tillväxt. De länder som mest förtjänar titeln "utvecklingsländer" är inte världens fattigaste länder, utan de rikaste. De behöver delta i den oändliga processen av ekonomisk utveckling om de ska kunna åtnjuta fortsatt välstånd.

## Kritik
En av de största bristerna hos teorier om endogen tillväxt är det kollektiva misslyckandet med att förklara villkorlig konvergens som rapporterats i empirisk litteratur.
En annan frekvent kritik gäller det grundläggande antagandet om minskande avkastning på kapital. Stephen Parente hävdar att den nya tillväxtteorin inte har visat sig vara mer framgångsrik än den exogena tillväxtteorin när det gäller att förklara inkomstskillnaderna mellan utvecklingsländerna och de utvecklade länderna (trots att den vanligtvis är mer komplex).
Paul Krugman kritiserade teorin om endogen tillväxt som nästan omöjlig att kontrollera med empiriska bevis; "för mycket av den innebar att man gjorde antaganden om hur omätbara saker påverkade andra omätbara saker."